# Medical Library Association
 (juillet 2024).
La Medical Library Association (MLA) est une organisation éducative à but non lucratif fondée le 2 mai 1898 qui compte plus de 3 400 membres professionnels de l'information sur les sciences de la santé,.

## Groupe d'Intérêt Spécial LGBT
Le Groupe d'intérêt spécial pour Lesbiennes, Gays, Bisexuels et Transgenres est une unité de l'organisme. Ses objectifs sont d'identifier, de collecter et de diffuser des informations sur les soins de santé pour les gays / lesbiennes / bisexuels au sein de l'association afin d'améliorer la qualité et la quantité d'informations disponibles aux collègues et aux membres des institutions membres afin de soutenir la santé physique et les problèmes de santé mentale des utilisateurs des bibliothèques médicales.